# Rabiosa
«Rabiosa» (укр. «Скажена») — другий сингл колумбійської співачки Шакіри з альбому «Sale el Sol», випущений 8 квітня 2011 року лейблом Epic. Було записано дві версії пісні: англомовна разом з американським репером Pitbull та іспанська з домініканським репером El Cata.

## Список композицій і форматів
Digital download
1. «Rabiosa» з Pitbull — 2:50

CD-сингл у Німеччині
1. «Rabiosa» з Pitbull — 2:50
2. «Rabiosa» з Pitbull (C Berg Remix) — 4:00

## Чарти
| Чарта (2010/11)                      | Найвища позиція |
| ------------------------------------ | --------------- |
| Австрія (Ö3 Austria Top 75)          | 6               |
| Бельгія (Ultratop Flanders)          | 7               |
| Бельгія (Ultratop Wallonia)          | 5               |
| Чехія (IFPI)                         | 46              |
| Данія (Tracklisten)                  | 9               |
| Франція (SNEP)                       | 5               |
| German Airplay Chart                 | 44              |
| German Singles Chart                 | 26              |
| Greek Airplay Chart                  | 1               |
| Італія (FIMI)                        | 6               |
| Нідерланди (Dutch Top 40)            | 59              |
| Польща (Top 5 video)                 | 1               |
| Румунія (UPFR)                       | 83              |
| Словаччина (IFPI)                    | 17              |
| Іспанія (PROMUSICAE)                 | 1               |
| Швеція (Sverigetopplistan)           | 48              |
| Швейцарія (Media Control AG)         | 3               |
| США (Latin Songs) (Billboard)        | 14              |
| США (Tropical Songs) (Billboard)     | 13              |
| США (Latin Pop Songs) (Billboard)    | 8               |
| США (Bubbling Under Hot 100 Singles) | 11              |

## Історія виходу
| Регіон    | Дата            | Формат           | Лейбл                    |
| --------- | --------------- | ---------------- | ------------------------ |
| Світ      | 8 квітня 2011   | Digital download | Sony Music Entertainment |
| Бразилія  | 11 квітня 2011  | Digital download | Sony Music Entertainment |
| Німеччина | 3 червня, 2011  | CD-сингл         | Sony Music Entertainment |
| Франція   | 27 червня, 2011 | CD-сингл         | Sony Music Entertainment |